# Mekmen Ben Amar (distrito)
Mekmen Ben Amar é um distrito localizado na província de Naâma, Argélia, e cuja capital é a cidade de mesmo nome. A população total do distrito era de 5 478 habitantes, em 1998.[carece de fontes?]

## Comunas
O distrito está dividido em duas comunas:
- Mekmen Ben Amar
- Kasdir